# مارك ستونمان
مارك ستونمان هو سياسي أسترالي، ولد في 29 يوليو 1939 في ولينغتون ‏ في أستراليا. نشط حزبياً في الحزب الوطني الأسترالي في كوينزلاند ‏. وقد انتخب عضو المجلس التشريعي لولاية كوينزلاند ‏ عن دائرة Electoral district of Burdekin ‏.